# Por Amor e Ódio
Por Amor e Ódio é uma minissérie brasileira produzida pela RecordTV, exibida entre 7 de julho e 15 de agosto de 1997 Foi reapresentada entre 8 de fevereiro e 5 de maio de 2000. Teve autoria de Vívian de Oliveira e direção-geral de Atílio Riccó.
Conta com Gabriel Braga Nunes, Daniela Camargo, Gérson Brenner, Sérgio Viotti, Cléo Ventura, Maria Isabel de Lizandra, Alexandre Frota e Luciene Adami nos papéis principais.

## Produção
Por Amor e Ódio marcou por ter sido uma das primeiras produções de teledramaturgia da emissora em 20 anos sem material na área. Como foi gravada em janeiro de 1997, seis meses de antecedência em relação à sua estreia, um fato curioso foi registrado: atores como Gabriel Braga Nunes e Sérgio Viotti já estavam no ar em Anjo Mau, então telenovela das seis da Rede Globo. Outros passaram toda a duração da telenovela no ar em outra emissora, como Daniela Camargo e Cláudio Curi, que já estavam atuando em Os Ossos do Barão, do SBT. 

## Enredo
Enquanto fotografava um badalado desfile de modas, Lucas registra por acaso um assassinato nos bastidores, o que faz com que ele seja perseguido por bandidos. Tatiana, sua amiga, decide escondê-lo em uma clínica de reabilitação sob o falso nome de Luciano, acreditando que os culpados jamais procurariam em um local assim. No lugar ele se apaixona pela psicóloga Cristiane, filha do poderoso empresário Frederico, que está envolvido no assassinato.

## Elenco
| Ator                     | Personagem            |
| ------------------------ | --------------------- |
| Gabriel Braga Nunes      | Lucas Diegues         |
| Daniela Camargo          | Cristiane Saragossa   |
| Gérson Brenner           | Ricardo               |
| Sérgio Viotti            | Frederico Saragossa   |
| Cléo Ventura             | Suzana Saragossa      |
| Maria Isabel de Lizandra | Margarida             |
| Alexandre Frota          | Investigador Santiago |
| Luciene Adami            | Isabela Miranda       |
| Márcia Maria             | Maria Regina Miranda  |
| Ênio Gonçalves           | Pascoal Miranda       |
| Rogério Fróes            | Olavo                 |
| Jonas Mello              | Valentino Motta       |
| Geórgia Gomide           | Tereza                |
| Gisela Reimann           | Tatiana               |
| Ernando Tiago            | Cardoso               |
| Raymundo de Souza        | Romeu Villa Nova      |
| Cláudio Curi             | Xavier                |
| Régis Monteiro           | Juarez                |
| Bruno Giordano           | Fernando Saragossa    |
| Tadeu di Pietro          | Farah                 |
| João Signorelli          | Danilo                |
| Fernando Almeida         | Alexandre             |
| Felipe Levy              | Lima                  |
| Josmar Martins           | J.N.                  |
| Carlos Meceni            | Araújo                |
| Mauro Gorini             | Maurício              |
| Paola Bettega            | Verônica              |
| Márcio Cabral            | Gustavo               |

### Participações especiais
| Ator            | Personagem |
| --------------- | ---------- |
| Wilma de Aguiar | Esmeralda  |
| Paula Sardá     | Taís       |
| Marta Volpiani  | Ana Paula  |